# Szakáll Antal
Szakáll Antal, Szakál (Debrecen, 1840. január 23. (keresztelés) – Budapest, Ferencváros, 1895. november 7.) színész.

## Életútja
Szakál Antal és Szabó Zsuzsanna fiaként született. 1863. április 5-én lépett a színipályára Reszler István társulatánál. 1866-ig Győrött szerepelt, 1870-ben Aradon működött. 1879-ben Völgyi György, 1880-ban Erdélyi Marietta, majd Miklósy Gyula, Szegedy Mihály, Hegyi Gyula voltak az igazgatói. 1885. július 1-én mint vendég fellépett a Nemzeti Színházban a Tartuffe-ben. Később mint recitátor működött a pályán. Előadta Antonius beszédét, Richárd koporsókérő jelenetét, Tartuffe jeleneteit és lírai részleteket. A budapesti Rókus kórházban hunyt el, halálát állkapocsrák okozta.
Húga Török Miklósné Szakáll Róza színésznő, neje Eichner Anna színésznő volt.

## Fontosabb szerepei
- gr. Csák (Czakó Zsigmond: Végrendelet)
- Artus (Friedrich Halm: Griseldis)
- II. József (Lukácsy Sándor: A zsidó apáca és József császár)

## Működési adatai
1863–65: Reszler István; 1865–66: Szabó József, Philippovits István; 1869–70: Latabár Endre, Follinus János; 1872: Miklósy; 1874: Hubay Gusztáv, Sztupa Andor; 1875–76: Némethyné; 1876: Vezéri Ödön; 1876–77: Csóka Sándor; 1877–78: Gerőfi Jakab; 1878: Kuthy, Nyéki János; 1879: Márton Béla, Hegyi Gyula, Völgyi György; 1880–81: Erdélyi Marietta; 1883–84: Bánfalvi Béla.